# 九四式二号丁無線機
九四式二号丁無線機（きゅうよんしきにごうていむせんき）は，大日本帝国陸軍が開発した車載用無線機である。九三式六輪乗用自動車に搭載し、電信距離は行動中に60km以内、無線電話通信を走行時または停止時に16kmの範囲で行えた。全備重量は約3t。
自動車には機関部の電気系統に無線遮蔽が行われ、さらに蓄電池充電用の500ワット直流発電機を装備し、動力はエンジンから供給された。ほか、固定空中線用の電柱4本が追加された。この電柱は高さ3mにまで伸ばせた。
本機材は車輌無線機の一種として昭和6年に開発が開始された。昭和6年から7年にかけて調査が行われ、移動する乗用自動車の相互通信用に四号級から五号級の無線機を搭載したとき、電信10km、電話3kmの通信距離が確保できること、車室と空中線設備の研究が要点であることが判明した。
昭和8年6月、自動車無線機の用途と通信距離について各関係部門と協議し、当面は新規開発よりも現在審査中の機材を応用すること、通信距離は自動車部隊の行動半径を基準とする意見がまとめられた。三号級から飛二号級の無線機を搭載し性能を研究、昭和8年9月には試作機の試験を実施した。このときには完全な無線遮蔽が必要とされた。10月、無線遮蔽の改修を施し第二回試験を実施。飛二号級無線機を試用して距離20kmの無線電話が可能であり、二号級無線機と対向した際にはさらに通信距離が増大した。11月、車上装備を改修し第一師団秋季演習に参加した。司令部と自動車部隊、騎兵部隊の相互連絡に有効と判定された。
昭和9年、審査方針が修正された。酷寒使用に耐えること、路外通行可能な自動車に搭載すること、必要時には卸下できること、これらを踏まえて在来機種に一部改修を施すこと、である。通信性能は三号機と通信が可能であること、距離は行動間に電信60km、停止間120km、無線電話が行動間16km、停止間16km以上とされた。審査要件に基づいて関連部門から意見を求め、試作を開始した。昭和9年9月から10月に試験を実施、部分的改修を行った。この時点で秘密通話装置が追加された。11月、昭和九年度特別大演習に参加。また陸軍野戦砲兵学校の機械化砲部隊演習に参加、砲兵部隊の指揮連絡、機械化兵団他の部隊との相互通信を行った。判定としては構造が堅牢、取扱いが容易、通信能力は所定の性能を発揮できて実用に適するとされた。ただし特殊通話装置の改修と完備を急ぐことが必要と意見された。
昭和10年1月、機材の第二次試作に着手。10月に昭和十年度師団対抗演習に参加、結果に基づいて改修を加えた。
昭和11年1月、満州北部での冬期試験を実施。結果、零下約25度の環境までは機械化部隊用の無線機として実用できると認められた。3月には兵器採用試験の実績から、短期に製造可能であると確認された。11月、陸軍技術本部に本機材について意見を求めたところ異論はなく、仮制式制定の上申が行われた。

## 構成
通信機、電源、空中線材料、自動車、属品と材料で構成される。通信機は送信装置と受信装置、秘密通話装置で成り立っている。
送信装置内容
- 送信機・水晶制御または主発振によって電信送信を行う。また無線電話通信が可能である。周波数の範囲は900から5,500キロサイクル毎秒である。
- 付属品・電鍵、送話器
- 予備品・交換用部品
- 他材料

受信装置内容
- 受信機・拡大および検波性能を持つ。周波数範囲は140から15,000キロサイクル毎秒
- 付属品・受話器など
- 予備品・交換用部品
- 他材料

秘密通話装置・送信時の通話電波に干渉し、通常の受信装置で傍受しても解読できなくする。正常に受信するにはこの装置を介する必要があった。
電源内容
- 配電盤・電力供給および電流電圧制御に用いる
- 付属品・蓄電池、分解工具
- 予備品・交換用部品

空中線内容
- 固定空中線・車輌に装着された4本の空中線である。各線は全長5mで並行に装備された。
- 補備空中線・全長20mのワイヤーで、これは高さ7mの電柱と固定空中線の間に張られた。停車時の通信能力増強に用いられる。
- 付属品・空中線の収容用。

自動車
- 重量 約2.6t
- 全長 約5.20m
- 全幅 約1.93m
- 全高 約2.00m、空中線用の電柱を延伸すると3m
- 最低地上高 0.27m
- 最大速度 約80km/h
- 登坂傾斜 三分の一
- 最小回転半径 約5.70m
- 乗員 6名